# Shushan (Hefei)
Shushan léase: Shu-Shán (en chino 蜀山区:, pinyin:Shǔshān qū, lit: monte Shu) es un distrito urbano bajo la administración directa de la Ciudad - Prefectura de Hefei, capital de provincia de Anhui, centro este de la República Popular China. Su área total es de 261 km² y su población para 2010 es de 1 millón de habitantes. 